# Pedro Carlos González Cuevas
Pedro Carlos González Cuevas (Madrid, 1959) è uno storico e docente spagnolo.

## Biografia
Insegna Storia delle Dottrine politiche all'università statale UNED.
È autore di opere di storia della destra e del conservatorismo in Spagna. Ha fatto studi sull'Acción Española, su figure come il poeta Ramiro de Maeztu e scritto le biografie di Charles Maurras, Carl Schmitt, Maurice Barrès, José Ortega y Gasset e Gonzalo Fernández de la Mora.

## Opere
- Acción Española: Teología política y nacionalismo autoritario en España (1913-1936), Madrid, Tecnos, 1998.
- Historia de las derechas españolas. De la Ilustración a nuestros días, Madrid, Biblioteca Nueva, 2000.2
- La tradición bloqueada: tres ideas políticas en España, el primer Ramiro de Maeztu, Charles Maurras y Carl Schmitt, Madrid, Biblioteca Nueva, 2002.
- Maeztu. Biografía de un nacionalista español, Madrid, Marcial Pons, 2003.8
- El pensamiento político de la derecha española en el siglo XX: de la crisis de la Restauración al Estado de los partidos (1898-2000), Madrid, Tecnos, 2005.3 4 5
- Conservadurismo heterodoxo. Tres vías ante las derechas españolas: Maurice Barrès, José Ortega y Gasset y Gonzalo Fernández de la Mora, Madrid, Biblioteca Nueva, 2009.
- La razón conservadora. Gonzalo Fernández de la Mora, una biografía político-intelectual, Madrid, Biblioteca Nueva, 2015.

| Controllo di autorità | VIAF (EN) 29711064 · ISNI (EN) 0000 0001 2126 146X · SBN RMSV032000 · LCCN (EN) nr99006346 · GND (DE) 1057504629 · BNE (ES) XX1071917 (data) · BNF (FR) cb137443592 (data) · J9U (EN, HE) 987007446734705171 |